# Barbara Niewiadomska-Michałowicz
Barbara Niewiadomska-Michałowicz (ur. 7 kwietnia 1938 w Lublinie) – polska kompozytorka, wykładowczyni, teoretyczka muzyki.

## Życiorys
Rozpoczęła naukę gry na fortepianie w dzieciństwie. Od 1956 roku uczyła się na Wydziale Rytmiki Państwowej Średniej Szkoły Muzycznej im. J. Elsnera w Warszawie. Studiowała teorię muzyki na Akademii Muzycznej im. Fryderyka Chopina do 1961 roku; napisała tamże pracę magisterską pt. Przejawy aleatoryzmu w polskiej muzyce współczesnej pod kierunkiem A. Dobrowskiego oraz studiowała tamże kompozycję u Piotra Perkowskiego do 1963 roku. Jej pracą dyplomową był balet pt. Dzieci Pana Majstra w 3 aktach. Na studiach pracowała – prowadziła zajęcia umuzykalniające dla dzieci. Dzięki nagrodzie Związku Kompozytorów Polskich za utwór pt. Alleluja przyznanej w 1970 roku wyjechała do Paryża, gdzie uczyła się u Nadii Boulanger. Prowadziła zajęcia z improwizacji w Państwowym Liceum Muzycznym w Warszawie od 1971 roku. Była zatrudniona w Instytucie Pedagogiki Muzycznej Akademii Muzycznej w Warszawie w latach 1974–1977. Jest członkiem zwyczajnym Związku Kompozytorów Polskich od 1971 roku.

## Poglądy
Należy do Klubu Inteligencji Katolickiej. Jest przeciwko karze śmierci; podpisała list wsparcia dla Białorusinów w 2020 roku złożony na ręce Swiatłany Aleksijewicz.

## Nagrody
- II nagroda w Konkursie Związku Kompozytorów Polskich za utwór pt. Alleluja (1970)[5]
- wyróżnienie na konkursie kompozytorskim Oddziału Warszawskiego Związku Kompozytorów Polskich za utwór Non Astrando (1982)[5]
- Nagroda Indywidualna I stopnia Ministra Kultury i Sztuki (1991)[1]
- Złoty Krzyż Zasługi (1991)[1]

## Twórczość
Pisała głównie utwory z tekstem, głównie muzykę kameralną i solową, kompozycje dla dzieci i młodzieży, utwory fortepianowe. Pisała na zamówienie wydawnictwa AA czy Wydawnictw Szkolnych i Pedagogicznych. Wybrane dzieła:
- On na mezzosopran i fortepian do słów M. Marinkowskiej (1966)[5]
- Erotyk fal na sopran i fortepian do słów J.K. Szmidta (1967)[5]
- Alleluja na instrumenty dęte, fortepian, harfę i perkusję (1970)[5]
- Non Astrando na flet i fortepian (1982)[5]
- Expromptum na flet, skrzypce i wiolonczelę (1984)[7]
- El Male Rachamim, 3 pieśni na głos żeński, flet, obój i kwartet smyczkowy (1985)[5]
- Oratio ad Sanctum Adalbertum na czterogłosowy chór mieszany do słów J. Wojtczaka (1998)[5]